# 孔虺
孔虺（？—？），姓不详，孔氏，名虺，春秋时期齐国人。
前542年，齐国的子尾惧怕闾丘婴，想要杀死他，就派他带兵进攻鲁国的阳州，鲁国询问他们为什么要出兵。夏季五月，子尾杀死了闾丘婴并向鲁国解释。闾丘婴的党徒工偻洒、渻灶、孔虺、贾寅出奔到莒国。